# Pauley Perrette
Pauley Perrette, född 27 mars 1969 i New Orleans, Louisiana, är en amerikansk skådespelare. Hon är bland annat känd för rollen som kriminalteknikern Abby Sciuto i TV-serien NCIS.

## Filmografi, i urval
- 2000 – Almost Famous
- 2001 – Dawsons Creek (TV-serie) - "Rachel Weir" (2 avsnitt)
- 2002 – 24 (TV-serie)
- 2002 – The Ring
- 2003 – På heder och samvete (TV-serie) -"Abby Sciuto" (2 avsnitt)
- 2003 – NCIS (TV-serie)  - "Abby Sciuto"